# Rupert Graves
Rupert Graves (Weston-super-Mare, 30 juni 1963) is een Brits film-, televisie- en theateracteur.
Hij is een zoon van Maria Lousilla Graves-Roberts, een reiscoördinator, en Richard Harding Graves, een muziekleraar en muzikant. Graves werd opgeleid aan de Wyvern Community School, een scholengemeenschap in zijn woonplaats Weston-super-Mare, die hij verliet op vijftienjarige leeftijd. Zijn eerste baan na het verlaten van zijn school was er een als circusclown. Hij verscheen in meer dan vijfentwintig films en meer dan vijfendertig televisieproducties. Ook trad hij op als toneelacteur.
Graves raakte bekend door zijn rollen in E.M. Forsters kostuumdrama A Room with a View (1985) en Maurice (1987), alvorens te gaan optreden in films als A Handful of Dust (1988), Different for Girls (1996) en Intimate Relations (1996). Door zijn rol in Intimate Relations werd hij in 1996 uitgeroepen tot Beste Acteur op het Internationaal filmfestival van Montreal.  Ook werd hij geprezen voor zijn rol als Jolyon Forsyte Jr. in de miniserie The Forsyte Saga (2002).

## Filmografie

### Films
- Good and Bad at Games (televisiefilm, 1983) – Guthrie
- A Room with a View (1985) – Freddy Honeychurch
- Maurice (1987) – Alec Scudder
- A Handful of Dust (1988) – John Beaver
- The Plot to Kill Hitler (televisiefilm, 1990) – Axel von dem Bussche
- Where Angels Fear to Tread (1991) – Philip Herriton
- The Sheltering Desert (1991) – Hermann Korn
- Damage (1992) – Martyn Fleming
- The Madness of King George (1994) – Greville
- Different for Girls (1996) – Paul Prentice
- The Innocent Sleep (1996) – Alan Terry
- Intimate Relations (1996) – Harold Guppy
- Bent (1997) – officier in de trein
- Mrs. Dalloway (1997) – Septimus Warren Smith
- Sweet Revenge (1998) – Oliver Knightly
- Dreaming of Joseph Lees (1999) – Joseph Lees
- Extreme Ops (2002) – Jeffrey
- Pride (televisiefilm, 2004) – Linus (stem)
- V for Vendetta (2005) – Detective Sergeant Dominic Stone
- Death at a Funeral (2007) – Robert
- Clapham Junction (televisiefilm, 2007) – Robin Cape
- To Be First (televisiefilm, 2007) – Dr. Christiaan Barnard
- God on Trial (televisiefilm, 2008) – Mordechai
- Made in Dagenham (2010) – Peter Hopkins
- Fast Girls (2012) – David Temple
- Turks & Caicos (televisiefilm, 2014) – Stirling Rogers
- Salting the Battlefield (televisiefilm, 2014) – Stirling Rogers
- Bone in the Throat (2015) – Rupert
- Native (2016) – Cane
- Sacrifice (2016) – Duncan Guthrie

### Televisieseries
- Return of the Saint – prefect (afl. "Yesterday's Hero", 1978)
- Fortunes of War (miniserie) – Simon Boulderstone (3 afl., 1987)
- Inspector Morse – Billy (afl. "Happy Families", 1992)
- The Tenant of Wildfell Hall (miniserie, 3 afl., 1996) – Arthur Huntingdon
- Cleopatra (miniserie, 2 afl., 1999) – Octavian
- The Forsyte Saga (10 afl., 2002–2003) – Jolyon Forsyte Jr.
- Charles II: The Power and the Passion (miniserie, 4 afl., 2003) – George Villiers, Duke of Buckingham
- Spooks – William Sampson (afl. "Divided They Fall", 2005)
- Son of the Dragon (miniserie, 2 afl., 2006) – The Lord of the North
- Ashes to Ashes – Danny Moore (afl. 1.2, 2008)
- Midnight Man (miniserie, 3 afl., 2008) – Daniel Cosgrave
- Waking the Dead – Colonel John Garrett (2 afl., 2008)
- Agatha Christie's Marple – Lance Fortescue (afl. "A Pocket Full of Rye", 2008)
- Garrow's Law (12 afl., 2009–2011) – Sir Arthur Hill
- Wallander – Alfred Harderberg (afl. "The Man Who Smiled", 2010)
- Law & Order: UK – John Smith (afl. "Defence", 2010)
- Lewis – Alec Pickman (afl. "Falling Darkness", 2010)
- Single Father (miniserie, 4 afl., 2010) – Stuart Quinlan
- Sherlock (14 afl., 2010–2017) – DI Lestrade
- Scott & Bailey – advocaat Nick Savage (5 afl., 2011)
- Death in Paradise – James Lavender (afl. "Arriving in Paradise", 2011)
- Case Sensitive – Mark Bretherick (2 afl., 2011)
- Doctor Who – John Riddell (afl. "Dinosaurs on a Spaceship", 2012)
- Secret State (miniserie, 4 afl., 2012) – Felix Durrell
- The White Queen (miniserie) – Lord Thomas Stanley (5 afl., 2013)
- The Crimson Field (miniserie) – Majoor Edward Crecy (afl. 1.2, 2014)
- Last Tango in Halifax – Gary (3e seizoen, 6 afl., 2014–2015)
- The Family (12 afl., 2016) – John Warren
- 12 Monkeys – Sebastian (afl. "Masks", 2017)
- Krypton – Ter-El (pilotaflevering, 2018)